# Westerham (Wielka Brytania)
Westerham – miasto i civil parish w Wielkiej Brytanii, w Anglii, w regionie South East England, w hrabstwie Kent, w dystrykcie Sevenoaks, położone nad rzeką Darent. W 2001 roku miasto liczyło 2982 mieszkańców. W 2011 roku civil parish liczyła 4475 mieszkańców. Westerham jest wspomniane w Domesday Book (1086) jako Oistreham.